# Batalha de Yashima
A Batalha de Yashima foi uma importante batalha das Guerras Genpei entre o Clã Minamoto e o Clã Taira, que acabou com uma decisiva vitoria dos Minamoto. 

## História

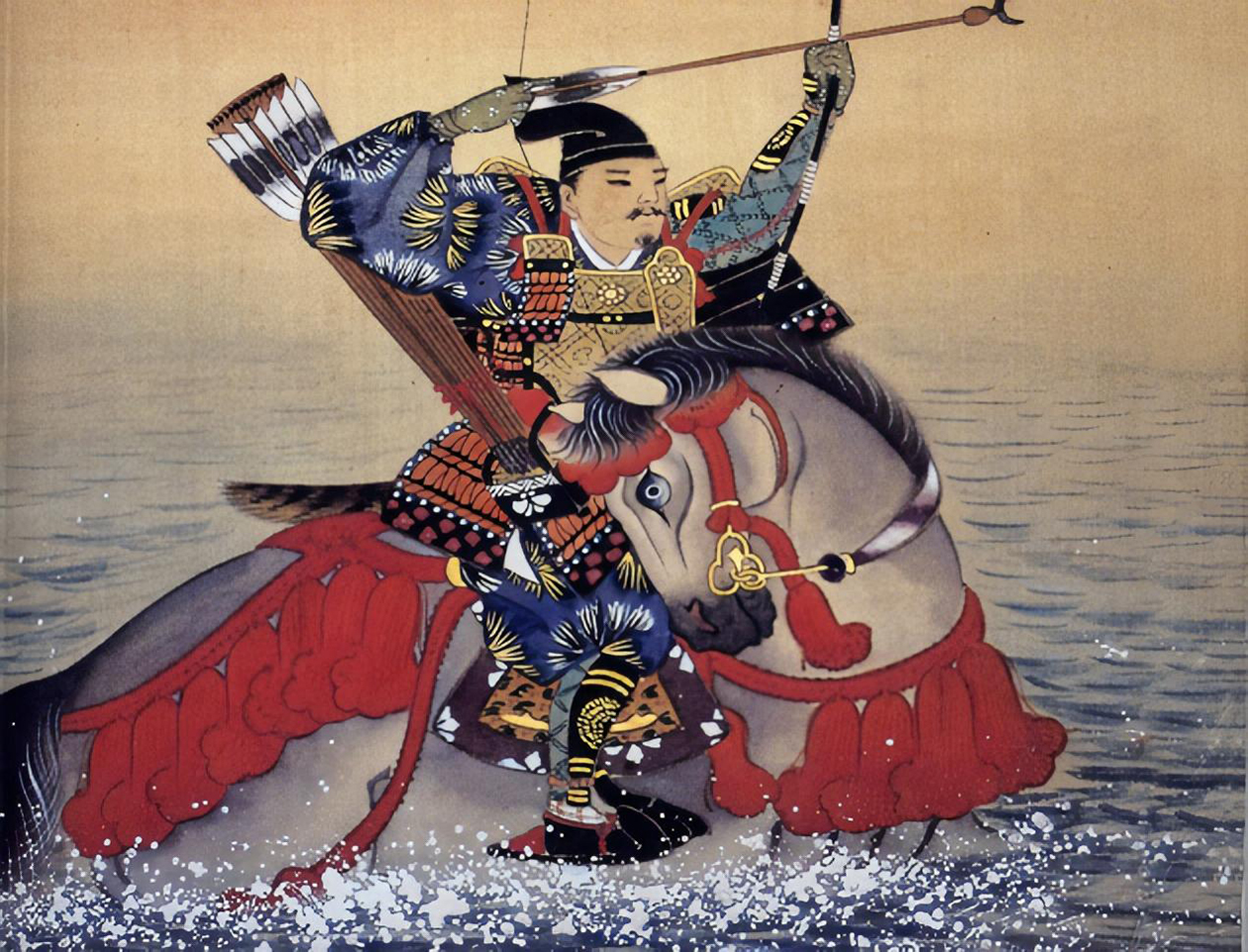
Nasu no Yoichi disparando sua famosa flecha (pergaminho do Museu Watanabe)

Com os planos de invasão de Minamoto no Noriyori a Kyushu preparados, Minamoto no Yoshitsune foi enviado novamente à guerra. Em 22 de março de 1185, Yoshitsune comanda una pequena tropa com pouco mais de uma centena de guerreiros para realizar um assalto à cidade de Yashima (atual Takamatsu), na Província de Kagawa, ilha de Shikoku. Yashima era o novo local para onde o Clã Taira se retirou depois de uma série de reveses em sua luta contra os Minamoto, já que em Yashima  poderia se contar com uma fortaleza e um palácio improvisado para o Imperador Antoku e para os Tesouros Sagrados de Japão, que os Taira haviam expropriado no começo da guerra.
Yoshitsune dispôs uma frota de navios na cidade de Watanabe, na Província de Settsu.
Antes da batalha, Kajiwara Kagetoki, um samurai aliado discute com Yoshitsune sobre a estratégia de combate e este humilhou Kagetorki. Na noite de 22 Yoshitsune decidiu que este seria o melhor momento para embarcar, apesar do mau tempo, ordenando a seus homens subirem nos barcos. Não obstante seus subordinados negaram a cumprir a ordem. Yoshitsune ameaçou de morte a qualquer um que o desobedecesse, e assim alguns decidiram acompanhá-lo nessa noite. 
Yoshitsune chegou a ilha de Shikoku ao amanhecer, ancorado a cinco quilômetros de Yashima; além disso obteve de um líder samurai local informações de que as forças Tairas em Yashima estavam reduzidas, pois parte do exército Taira se deslocara para a Província de Iyo. Nessa época Yashima ficava separada do resto da ilha por um estreito canal, durante a maré baixa podia der cruzada montando um cavalo. O castelo dos Taira estava situado na praia de frente a ilha, e os navios estavam numa região pouco profunda em frente ao castelo.
Novamente Yoshitsune aplica uma táctica de combate não usual, levantando fogueiras próximas da fortaleza, no mar, fazendo os Taira pensar que ocorreria uma batalha naval contra uma força Minamoto superior e abandonaram a fortaleza levando o Imperador e os Tesouros, sem se dar conta que o grosso das forças de Yoshitsune estavam em terra. Nesse momento ocorre a batalha no canal e Taira no Munemori, líder do clã, notou que as forças de Yoshitsune no mar eram menores do que acreditaram a princípio, enquanto o forte em Yashima ardia em chamas.

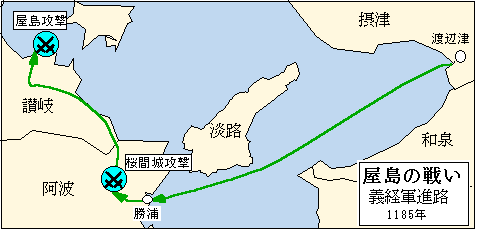
Avanço de Yoshitsune na Batalha de Yashima.
Parte de Honshu (a direita) atravessou o Mar de Seto chegando a ilha de Shikoku, ocorrendo uma série de combates até chegar a Yashima (extrema esquerda).

Então os Taira, na tentativa de fazer os inimigos desperdiçarem suas flechas, prenderam um leque no alto de um de seus navios e conclamaram os Minamoto a provar sua pontaria acertando uma flecha no alvo. Yoshitsune elegeu Nasu no Yoichi, um jovem e pequeno arqueiro, que usou sua habilidade com o arco para acertar o alvo. Se falhasse deveria cometer seppuku. Montado em seu cavalo e no meio do canal conseguiu acertar o alvo.
Na manhã seguinte, os Taira continuavam navegando perto da cidade de Shido, enquanto Yoshitsune os estava perseguindo da costa. Segundo o Heike Monogatari, os Taira sobrestimaram a quantidade de tropas que teriam os Minamoto e preferiram fugir da ilha de Shikoku.
Por causa desta confusão os Minamoto obtiveram a segunda vitória dirigidos por Yoshitsune; mas o Imperador Antoku e os Tesouros, junto com a maioria dos Taira conseguiram fugir novamente para Dan-no-Ura, no Estreito de Shimonoseki, entre Kyushu e Honshu.